# Пещивицы
Пещивицы — деревня в Порховском районе Псковской области России. Входит в состав сельского поселения «Верхнемостская волость».
Расположена на правом берегу реки Черёха, в 60 км к юго-западу от города Порхова и в 1 км к юго-востоку от волостного центра Верхний Мост.
Численность населения деревни на конец 2000 года составляла 13 человек.